# Bataille de Caiazzo
Pour les articles homonymes, voir Caiazzo (homonymie).
Guerres du Risorgimento: expédition des Mille
Batailles
- Marsala
- Calatafimi
- Partinico
- Palerme
- Milazzo
- Bronte
- Reggio
- Castelfidardo
- Caiazzo
- Volturno
- Teano
- Garigliano
- Gaète
- Civitella

Livrée du 19 au 21 septembre 1860 pendant l'expédition des Mille, la bataille de Caiazzo est le théâtre du seul revers d'importance subi pendant la campagne par les Chemises rouges face aux troupes bourboniennes.

## Sources
- (it) Emilio Faldella, Storia degli eserciti italiani da Emmanuelle Filiberti di Savoia ai nostri giorni, Bramante Editrice, Varese, 1976.
- (it) Francesco Valori, Dizzionario delle battaglie, Casa Editrice Ceschina, Milan, 1968
- (it) Andrea Frediani, 101 battaglie che hanno fatto l'Italia Unita, Newton Compton editori, Rome, avril 2011,  (ISBN 978-88-541-2339-7)